# 手嶋勇気
手嶋 勇気（てじま ゆうき、1989年 - ）は日本の画家。広島市立大学芸術学部非常勤助教。

## 経歴
北海道出身。2006年、北海道伊達市「だて噴火湾アートビレッジ 野田・永山塾」に入塾。
2012年広島市立大学芸術学部美術学科油絵専攻卒業。2014年、広島市立大学大学院芸術学研究科修了。
広島赤十字・原爆病院は、患者に絵画鑑賞を楽しんでもらい、地元の若手芸術家の活動を応援するため、2014年に手嶋の作品を買上げた。
2016年より個展を開催。2020年にはギャラリーＧにて個展「ひろしまスケッチを開催。
2019年、上野の森美術館「VOCA展2019　現代美術の展望─新しい平面の作家たち」 。2020年、国立新美術館「シェル美術賞展2020 」。2022年には、広島市現代美術館が主催の「どこかで？ゲンビ」で展示。
2021年、sanwacompany Art Award/Art in The House 2021グランプリ、翌年には第2回広島文化新人賞を受賞。
2024年、広島市立大学芸術学部非常勤助教。

## 人物
描画アプリで街をスケッチし、それをキャンバスにプロジェクターで投影しなぞるように油絵を制作している。
2016年頃より、写実的な絵画ではなく抽象的な作品を手掛けるようになった。2019年からは『A I D』シリーズを制作。スケッチを基調としている。

## 著書
- 『世界の全ての朝は』伽鹿舎、2017年 - 挿絵
- 『世界のすべての朝は《特装版》伽鹿舎、2017年 - 挿絵